# بوبواي إيتا
بوبواي إيتا (بالإنجليزية: Bubwayaita)‏ عشبة النسيان الطبية في ميلانيزيا. تعطى لنفوس الموتى عندما يصلون إلى توما Tuma (الفردوس). وشذاها قوي حتى إن النفوس تنسی کل وجودها السابق على الأرض فتعيش حياة سعيدة إلى الأبد.